# Secreção
Em fisiologia, a secreção é o meio através do qual as células descarregam substâncias que produziram internamente para o meio externo. O mecanismo de secreção nas células é realizado através dos porosomas. Nos seres humanos e animais, a secreção serve como o meio que o corpo possui para lançar produtos celulares com importância funcional para fora das células secretoras. Pode ser tipificada em pus, secreção nasal e suor.